# Ethniki Odos 51
Die Ethniki Odos 51 / Εθνική Οδός 51 (griechisch für ‚Nationalstraße 51‘) ist eine wichtige Straßenverbindung in Nordost-Griechenland in der Region Westthrakien bzw. im Regionalbezirk Evros. Sie verbindet Alexandroupoli an der Ägäis-Küste im Süden mit Ormenio im Norden an der bulgarischen Grenze. Sie führt über weite Strecken entlang des Verlaufs des Flusses Evros (Mariza) auf dessen westlichen Seite in der Nähe der türkischen Grenze (Flussmitte). Die gesamte Strecke der Nationalstraße 51 ist deckungsgleich mit der Europastraße 85. Im Zuge des Baus der Autobahn 2 (A2, Egnatia Odos) wurde die Nationalstraße 51 als sogenannte Querachse der in Ost-West-Richtung verlaufenden Autobahn ausgebaut. Sie umfasst nach Ausbau jeweils einen Fahrstreifen mit Standspur ohne getrennte Richtungsfahrbahnen.
In der Veröffentlichung der Nummerierung und Trassenfestlegung der griechischen Autobahnen durch das Generalsekretariat des Ministeriums für Umwelt, Raumordnung und Öffentliche Bauten im Januar 2008 ist vorgesehen, die Nationalstraße 51 durch die geplante Autobahn 21 (A21) zu ersetzen.